# دویه چالتا-تسار
دویه چالتا-سار (انگلیسی: Duje Ćaleta-Car؛ زادهٔ ۱۷ سپتامبر ۱۹۹۶) بازیکن فوتبال اهل کرواسی است که برای باشگاه لیون بازی می‌کند.

وی همچنین در تیم ملی فوتبال کرواسی بازی کرده‌است.